# Královec
Královec település Csehországban, Trutnovi járásban. Královec Bernartice, Žacléř, Lampertice és Lubawka településekkel határos. Lakosainak száma 190 fő (2024. január 1.).

## Népesség
A település lakosságának változását az alábbi diagram mutatja:
| Lakosok száma | 769  | 830  | 836  | 394  | 223  | 176  | 188  | 190  | 189  | 190  |
|               | 1869 | 1890 | 1921 | 1950 | 1980 | 2001 | 2017 | 2019 | 2022 | 2024 |